# Ломбардская низменность
Ломба́рдская ни́зменность (итал. Pianura Lombarda или Val Lombarda, ломб. Pianüra Lombarda) — низменность на севере Италии, в пределах Ломбардии. Часть Паданской низменности. В ряде источников встречается название Верхне-Итальянская низменность.
Высота низменности уменьшается с 300—400 м у подножий Альп до 20—50 м в долине реки По. Сложена главным образом речным аллювием и отложениями талых вод древних ледников. Значительную площадь низменности занимают поселения, пашни и сады. На территории низменности расположен город Милан.